# Tây Hòa (xã)
Tây Hòa là một xã thuộc huyện Trảng Bom, tỉnh Đồng Nai, Việt Nam.

## Địa lý
Xã Tây Hòa nằm ở phía đông huyện Trảng Bom, cách trung tâm huyện khoảng 5 km theo Quốc lộ 1, có vị trí địa lý:
- Phía đông giáp xã Trung Hòa và xã Sông Thao
- Phía tây giáp xã Đồi 61 và xã Sông Trầu
- Phía nam giáp xã Trung Hòa
- Phía bắc giáp xã Sông Trầu và xã Sông Thao.

Xã có diện tích 14,72 km², dân số năm 1999 là 9.434 người, mật độ dân số đạt 641 người/km².

## Lịch sử
Dưới thời nhà Nguyễn, địa bàn xã Tây Hòa ngày nay thuộc xã Đông Thành, tổng Phước Thành, huyện Phước Bình, phủ Phước Long, tỉnh Biên Hòa. Đến thời Pháp thuộc, vùng đất này sáp nhập vào xã Bình Trước, tổng Phước Vĩnh Thượng.
Năm 1957, chính quyền Việt Nam Cộng hòa thành lập xã Trảng Bom thuộc tổng Phước Vĩnh Thượng, quận Châu Thành, tỉnh Biên . Năm 1963, quận Châu Thành đổi tên thành quận Đức Tu, xã Trảng Bom thuộc quận Đức Tu.
Về phía chính quyền cách mạng, sau năm 1945 xã Trảng Bom thuộc quận Châu Thành. Năm 1948, quận Châu Thành chia thành hai đơn vị hành chính là thị xã Biên Hòa và huyện Vĩnh Cửu, xã Trảng Bom thuộc huyện Vĩnh Cửu. Năm 1966, chính quyền cách mạng thành lập huyện Trảng Bom, xã Trảng Bom là trung tâm của huyện. Tuy nhiên đến năm 1971, huyện Trảng Bom lại sáp nhập vào huyện Vĩnh Cửu. Năm 1973, Tỉnh ủy Biên Hòa quyết định thành lập huyện 21 (gồm các xã ven Quốc lộ 1 và Quốc lộ 20) tách ra khỏi huyện Vĩnh Cửu. Một thời gian sau, huyện lại đổi tên thành huyện Thống Nhất.
Năm 1976, xã Trảng Bom chia thành hai xã Trảng Bom 1 và Trảng Bom 2 thuộc huyện Thống Nhất, tỉnh Đồng Nai. Ngày 29 tháng 8 năm 1994, chia xã Trảng Bom 2 thành 3 xã: Tây Hòa, Trung Hòa, Đông Hòa.
Năm 2003, huyện Thống Nhất được chia thành hai huyện Thống Nhất và Trảng Bom, xã Tây Hòa thuộc huyện Trảng Bom như hiện nay.

## Hành chính
Xã Tây Hòa được chia thành 3 ấp: An Hòa, Lộc Hòa, Nhân Hòa.